# 임동순
임동순(任東淳, 1954년 2월 9일 ~ )은 대한민국의 정치인이다.

## 역대 선거 결과
|  | 9.16% |

|  | 42.47% |

|  | 44.31% |

|  | 7.02% |

|  | 35.77% |

|  | 19.93% |

|  | 1.74% |